# Hampton Wafer
Hampton Wafer var en civil parish från 1858 till 1987 då den blev en del av Docklow and Hampton Wafer, i grevskapet Hereford and Worcester (nu Herefordshire), i England. Civil parish var belägen 8 km från Leominster och hade 4 invånare år 1971. Byn nämndes i Domedagsboken (Domesday Book) år 1086, och kallades då Hantone.